# Luis Delís
Luis Mariano Delís Fournier (* 6. prosince 1957 Guantánamo) je bývalý kubánský diskař.
Získal bronzovou medaili na olympiádě 1980, na mistrovství světa v atletice 1983 byl druhý a na mistrovství světa v atletice 1987 třetí. Vyhrál Univerziádu v letech 1983 a 1985, Středoamerické a karibské hry 1978, 1982 a 1986 a Panamerické hry 1983 a 1987. Skončil na druhém místě na Kontinentálním poháru 1989. Jeho osobním rekordem bylo 71,06 m.
Věnoval se také vrhu koulí, v němž vyhrál na Panamerických hrách 1983 a na Iberoamerickém mistrovství 1983.
Po pozitivním dopingovém testu v roce 1990 ukončil kariéru. Později trénoval kubánskou diskařku Maritzu Marténovou.